# 武生院站
武生院站位于中华人民共和国湖北省武汉市新洲区，是武汉地铁阳逻线的地铁车站，工程名为“武生站”。

## 车站结构
本站因临近武汉生物工程学院而得名。车站为高架标准站，车站主体位于汉施公路北侧，紧临武汉生物工程学院。武生站站长142.8m，宽24m。武生院站是继6号线的“轻工大学站”之后，武汉市第二个以高校校名命名的地铁站。

### 楼层分布
| 地上三层 | 侧式站台，右侧开门 | 侧式站台，右侧开门                   | 侧式站台，右侧开门 | 侧式站台，右侧开门 |
|          |                    | █ 阳逻线 往后湖大道（军民村）        |                    |                    |
|          |                    | █ 阳逻线 往金台（阳逻）              |                    |                    |
|          | 侧式站台，右侧开门 |                                      |                    |                    |
| 地上二层 | 站厅               | 售票机、客服中心、武漢通充值、洗手間 |                    |                    |
| 地面     | 地面               | 出入口                               |                    |                    |

### 车站出口
|                                                 |      |      |  |
| 出口編號                                        | 設施 | 照片 |  |
| A                                               |      |      |  |
| B                                               |      |      |  |
| C                                               |      |      |  |
| D                                               |      |      |  |
| 注： 設有升降機 \| 設有輪椅升降台 \| 設有洗手間 |      |      |  |

## 鄰近地點
武汉生物工程学院